# Centro Cultural Las Condes
El Centro Cultural Las Condes se ubica en la comuna de Las Condes, ciudad de Santiago, Chile. Ocupa desde 1982 la casa de la antigua chacra El Rosario que fue construida a mediados del siglo xix. El edificio en conjunto con su parque circundante fueron declarados monumentos históricos mediante el Decreto Supremo n.º 68, del 12 de enero de 1981.

## Historia
A mediados del siglo xix la familia Varas Solar mandó a construir el inmueble de planta rectangular y dos niveles. En 1982 fue traspasado en comodato a la Corporación Cultural de Las Condes.